# Chris O'Dowd
Chris O'Dowd (* 9. října 1979) je irský herec, známý hlavně v Irsku a Spojeném království díky svému účinkování v tamních show a seriálech. Jednou z jeho rolí je například Roy v seriálu Ajťáci.

## Život
Narodil se v irském Boyle, v kraji Roscommon. Studoval na dublinské University College. Tam přispíval svými články do místního časopisu s názvem The University Observer a byl zde také aktivním členem Literárního a historického spolku. Ve studiu pokračoval na londýnské Akademii hudebního a dramatického umění (The London Academy of Music and Dramatic), kde mj. potkal i Katherine Parkinson, představitelku Jen Barber v seriálu Ajťáci.

### Kariéra
Chris dostával menší role ve filmech, např. ve filmu Vera Drake - Žena dvou tváří (Vera Drake, 2004). Menší roli dostal také ve filmu Festival (2005), kde hrál postavu komika Tommyho O'Dwyera, přičemž za tuto roli obdržel skotskou cenu BAFTA za nejlepšího herce ve skotském filmu.
Jako herec je v Spojeném království známý také ze seriálu Romanovo impérium (2007) stanice BBC 2, seriálu Červené barety (Rad cap, 2003) a z vítězného dokumentárního dramatu The Year London Blew Up. Také je známý z Irské televize, kde hrál v populárním dramatu The Clinic (2003) stanice RTÉ One,díky kterému byl v roce 2005 nominován na Nejlepšího herce ve vedlejší roli. Z The Clinic nakonec odešel - sám k tomu v jednom rozhovoru říká: "Chtěl jsem odejít. Udělal jsem tam všechno co jsem mohl. Postava, kterou jsem hrál byla velmi výrazná, skoro autista, a když hrajete takto výraznou postavu, je těžké zbavit se toho v očích diváků. Musel jsem odejít." Zahrál si také v dramatu Showbands (2004) po boku Karry Katonové. V roce 2007 byl nominován na Nejlepšího herce ve vedlejší roli za drama Showbands II.
Nejvíc ho však proslavil komediální seriál The IT Crowd (2006-7) stanice Channel 4, kde hraje postavu Roye, o které sám říká: "Je to uslintánek s vyšším sebevědomím, než na jaké opravdu má. Trochu útočný a stejně plný strachu. Arogantní a ignorantský hlupák. Funguje jako postava jen ve spojení s Mossem. Kdyby tam Moss nebyl, nefungovalo by to. Tyto dvě postavy mohou existovat pouze v páru. Můžete si představit jejich první den na univerzitě, kde všichni ostatní se baví v baru, jen oni dva sedí u počítačů. První týden na sebe pravděpodobně ani nepromluví, ani se nespřátelí s kýmkoliv dalším z celé koleje. Dost tomu odpovídají."
V současné době[kdy?] pokračuje Chris v natáčení sci-fi komedie Frequently Asked Questions About Time Travel, kde hrají také Marc Wootton, Dean Lennox Kelly a Anna Faris a který by měl jít do kin v roce 2008.[potřebuje aktualizovat]

## Zajímavosti
- Chris je už od mládí velkým fanouškem britského scenáristy a režiséra Grahama Linehana, který mj. stvořil i The IT Crowd. V roce 2006 s ním udělal rozhovor pro magazín Mongrel.
- Chris dříve hrával tenis za Irsko.
- Chris sbírá obaly od čokoládových tyčinek Yorkie; jeho sbírka čítá okolo 1000 kusů.

## Ocenění

### BAFTA
Skotská cena BAFTA:
- 2005 - vítěz - Nejlepší herec ve skotském filmu - Festival (2005)

### IFTA
Irská filmová a televizní cena:
- 2005 - nominace - Nejlepší vedlejší herec v televizi - The Clinic (2003)
- 2007 - nominace - Nejlepší herec ve vedlejší roli - Showbands II (2006)

## Filmografie

### Film
| Rok  | Název                                            | Role                           |
| ---- | ------------------------------------------------ | ------------------------------ |
| 2003 | Conspiracy of Silence                            | James                          |
| 2004 | Vera Drake - Žena dvou tváří                     | Sidův zákazník                 |
| 2005 | Festival                                         | Tommy O'Dwyer                  |
| 2007 | Hotel Very Welcome                               | Liam                           |
| 2008 | Jak se zbavit přátel a zůstat úplně sám          | zaměstnanec Post Modern Review |
| 2009 | Piráti na vlnách                                 | "Simple" Simon Swafford        |
| 2009 | Vše, co jste kdy chtěli vědět o cestování v čase | Ray                            |
| 2010 | Hippie Hippie Shake                              | Felix Dennis                   |
| 2010 | Blbec k večeři                                   | Marco                          |
| 2010 | Gulliverovy cesty                                | Generál Edward                 |
| 2011 | Ženy sobě                                        | Nathan Rhodes                  |
| 2011 | Svobodní se závazky                              | Alex                           |
| 2012 | Frankie Go Boom                                  | Bruce                          |
| 2012 | The Sapphires                                    | Dave                           |
| 2012 | Čtyřicítka na krku                               | Ronnie                         |
| 2013 | Království lesních strážců                       | Grub                           |
| 2013 | Zuřivá salsa                                     | Drew                           |
| 2013 | Kalvárie                                         | Jack Brennan                   |
| 2013 | Thor: Temný svět                                 | Richard                        |
| 2014 | Miluj souseda svého                              | bratr Geraghty                 |
| 2015 | The Program: Pád legendy                         | David Walsh                    |
| 2016 | Sirotčinec slečny Peregrinové pro podivné děti   | Franklin Portman               |
| 2016 | Mascots                                          | Tommy                          |
| 2017 | Velká hra                                        | Douglas Downey                 |
| 2017 | S láskou Vincent                                 | pošťák Roulin (hlas)           |
| 2017 | Love After Love                                  | Nicholas                       |
| 2017 | The Incredible Jessica James                     | Boone                          |
| 2018 | Juliet, Naked                                    |                                |
| 2018 | God Particle                                     |                                |

### Televize
| Rok             | Název                         | Role                           | Poznámky                                                      |
| --------------- | ----------------------------- | ------------------------------ | ------------------------------------------------------------- |
| 2003            | Červené barety                | Bernie Maddox                  | díl: „Crush“                                                  |
| 2003-2005       | The Clinic                    | Brendan Davenport              | 18 dílů                                                       |
| 2005            | The Year London Blew Up: 1974 | Dowd                           | TV film                                                       |
| 2006            | Showbands II                  | Mervin Mooney                  | TV film                                                       |
| 2006            | The Amazing Mrs Pritchard     | ředitel                        | 2 díly                                                        |
| 2006            | Doktor Martin                 | Jonathan Crozier               | díl: „On the Edge“                                            |
| 2006–2010, 2013 | Ajťáci                        | Roy Trenneman                  | 25 dílů                                                       |
| 2007            | Romanovo impérium             | Jase                           | 5 dílů                                                        |
| 2009            | FM                            | Lindsay                        | 6 dílů                                                        |
| 2010            | Little Crackers               | sám sebe/Santa Claus           | díl: „Chris O'Dowd's Little Cracker: Capturing Santa“         |
| 2011            | Kvítek karmínový a bílý       | William Rackham                | 4 díly                                                        |
| 2011–2012       | Griffinovi                    | vrchní sluha/soutěžící/strážný | 2 díly                                                        |
| 2012–2013       | Girls                         | Thomas John                    | 5 dílů                                                        |
| 2012            | Moone Boy                     | Sean Murphy                    | 18 dílů, také tvůrce, scenárista, výkonný producent a režisér |
| 2013            | Monstra vs. Vetřelci          | Dr. Cockroach (hlas)           | 26 dílů                                                       |
| 2013            | Family Tree                   | Tom Chadwick                   | 8 dílů                                                        |
| 2015–dosud      | Puffin Rock                   | vypravěč                       | 39 dílů                                                       |
| 2017–dosud      | Get Shorty                    | Miles Daly                     | hlavní role                                                   |